# 二条教基
二条 教基（にじょう のりもと）は、南北朝時代の公卿･歌人。関白・二条師基の子。官位は関白、内大臣。南朝に仕えた。

## 経歴
南朝の補任記録が残されていないために具体的な官歴については不明である。正平5年/観応元年（1350年）9月北朝大嘗会の御禊行幸に供奉した廷臣の中に「正五位下藤原朝臣教基」とあるのが初見とされるが、これは故実典礼の見習のために北朝に一時出仕していたものか。正平一統下の正平7年（1352年）2月には、左近衛大将として後村上天皇の住吉行幸に供奉し、正平8年/文和2年（1353年）6月南軍の大将として2回目の京都回復を果たした「二条大納言左大将歟兄弟」とは教基と弟・教忠を指すと思われる。同年7月には早くも内大臣任官の話が持ち上がっており、官職を超越されることを憂えた右近衛大将・洞院実世が書状で父・公賢に助力を求めてきたという。公賢はこれに対してどうすることも出来ないと答えているものの、教基が正平9年/文和3年（1354年）4月にもなお左近衛大将のままで、大臣に任じられた形跡のないところを見ると、やはり何らかの手は打たれたのかも知れない。
正平11年/文和5年（1356年）2月関白として見任。正平16年/康安元年（1361年）12月四条隆俊・日野邦光と共に大将として天王寺から入洛し、僅か20日間ながら4回目の京都回復を果たした。ただし、その間の正平15年/延文5年（1360年）4月に興良親王（護良親王の王子）が叛して賀名生行宮を攻撃した際、南朝は「二条前関白殿」を大将軍としてこれを討伐しているが、この「前関白」が教基であれば、一旦散位を経た後に関白に還補されたことになる。また、村田正志は、正平16年か17年（1362年）頃に書かれたと推定される後村上天皇宸翰消息を根拠として、当時の関白教基が伊勢北畠家の居館に下向した可能性を示唆している。
その後しばらく後村上天皇の下で関白を務めたようであるが、辞職の時期に関しては史料を欠くために明確にし難い。ただ、天授元年/永和元年（1375年）の『五百番歌合』に出詠した「前関白」、弘和元年/永徳元年（1381年）12月に成立した『新葉和歌集』の作者「入道前関白左大臣」は、教基に比定されるのが通説であるから、この両年間に出家し、弘和元年（1381年）もなお存命していたことになるだろう。「入道前関白左大臣」は同集に13首入集するが、その内容からは、関白に二度任じられたこと（冬・496）、自邸で百首歌を主催したこと（恋一・679）、正平15年（1360年）9月の住吉行幸に供奉して三首歌を披講したこと（賀・1400）などが窺える。

### 備考
- 北朝・室町幕府に対しては和平派寄りの公家であったとも言われ、主戦派である四条隆俊や北畠顕能とは確執していたとの説がある。
- 音楽に堪能な後村上天皇は琵琶の秘曲「万秋楽譜」に自ら奥書を加えているが、これは教基に授けるためであったとの解釈がある[9]。
- 『七巻冊子』によれば、正平14年（1359年）天皇が観心寺へ臨幸した際、教基は数人の供を率いて南都東南院にしばらく潜伏したという。

## 系譜
- 父：二条師基（1301-1365）
- 母：不詳
- 妻：不詳
  - 男子：二条冬実（1353-1419）